# Scramjet

Srovnání principu a) proudového motoru (s axiálním kompresorem) b) náporového motoru c) scramjetu.

Scramjet (Supersonic-Combusting Ramjet) je náporový motor se spalováním v nadzvukovém režimu. Je určen k pohonu hypersonických letounů. Hlavní potenciál této technologie je ve vojenství (vývoj hypersonických zbraní) a v kosmonautice.
Za rychlostí větších než 5–6 Mach se už ztráty v rázových vlnách uvnitř náporového motoru (při zpomalování vstupního proudu pod rychlost zvuku) vyrovnají užitečnému tahu. Proto je nutné spalovat palivo za rychlosti sice snížené oproti vstupní, ale stále nadzvukové. Protože u scramjetu je nutné zajistit vhodné pozice rázových vln nejen u vstupu do motoru, ale i uvnitř, stává se motor ještě více neoddělitelnou součástí aerodynamiky letounu, než je tomu u běžných nadzvukových strojů. Minimální rychlost letounu pro spuštění scramjetu je kolem Mach 4.
S uhlovodíkovými palivy lze teoreticky scramjetem dosáhnout přibližně Mach 8, s vodíkem pravděpodobně přes Mach 15. Takové rychlosti (několik km/s) dělají ze scramjetu potenciálně zajímavý pohon vícenásobně použitelného kosmického dopravního prostředku (v kombinovaném cyklu zřejmě s raketovým motorem), přičemž by scramjet pracoval, dokud je kosmický prostředek v atmosféře, a raketový motor by převzal pohon v kosmickém vakuu. Významnou výhodou by byla mnohem menší potřebná zásoba kapalného kyslíku pro raketový motor, dopravní prostředek by tím byl lehčí, a užitečné zatížení vyšší. Zatím rekordní rychlosti scramjetu v ustáleném letu jsou pro uhlovodíkové palivo 5,1 Mach po dobu 210 s (X-51A) a pro vodíkový scramjet 9,7 Mach po dobu 11 s (X-43A).
Simulace všech letových podmínek (rychlost, teplota, tlak) je v pozemních hypersonických aerodynamických tunelech obtížná, teoretický rozbor i numerické výpočty (zejména procesu spalování v nadzvukové rychlosti) jsou stále nepříliš spolehlivé.

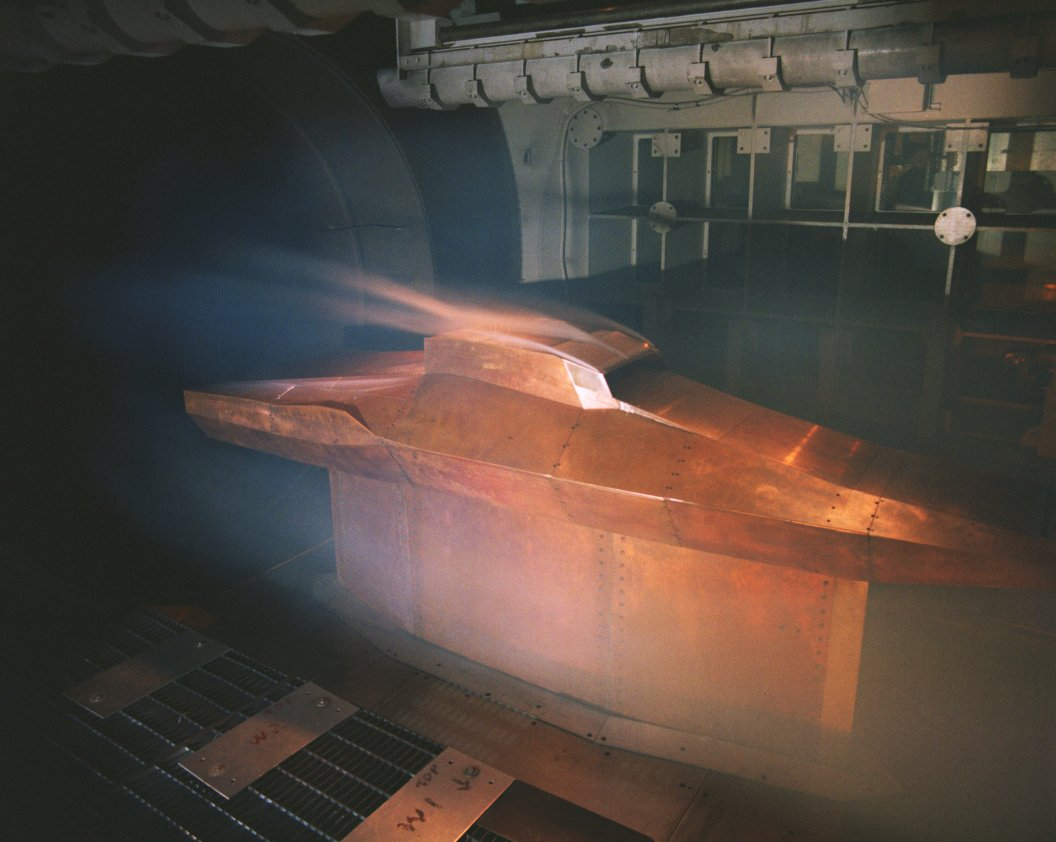
Model hypersonického letounu X-43A 1:1 ve vysokoteplotním hypersonickém tunelu v Langley, NASA. (pozn. model leží "na zádech")